# Knockando 1 und 2

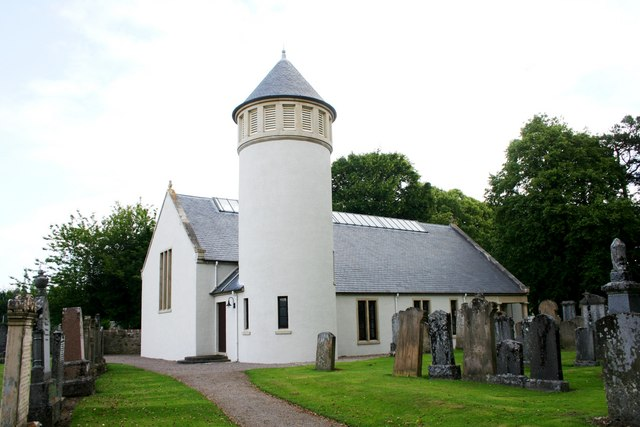
Knockando Church

Knockando 1 und 2 sind piktische Symbolsteine der Class I aus dem 7. Jahrhundert. Die Steine stehen auf der Innenseite der Friedhofsmauer neben dem Tor zur Rundturmkirche von Knockando (schottisch-gälisch Cnoc Cheannachd) aus dem 18. Jahrhundert, nördlich der B9102, westlich von Aberlour in Moray in Schottland. Stein 3 ist ruiniert. J. Stuart berichtet 1867, dass die Steine um 1810 von der alten Kirche in Pulvrenan hier hergebracht worden sein sollen. 
Knockando 1 ist aus Gneis. Seine Höhe beträgt 1,45 m bei einer Breite von 0,56 m. Der abgewitterte Stein hat Kantenschäden. Auf der breiten Fläche dieser Platte ist oben ein Scheibensymbol über zwei Halbmond- und V-Stab-Symbolen eingeschnitten.
Knockando 2 ist aus Diorit. Seine Höhe beträgt 1,91 m bei einer Breite von 0,46 m. Der abgewitterte Stein hat Kantenschaden, und ist in zwei Teile zerbrochen. Über einen Großteil der Platte erstrecken sich vier eingeschnittene Symbole: Oben eine Schlange über einem Blumensymbol und ein Spiegel mit doppeltem Kugelgriff und einseitigem Kamm.
Auf dem Mittelstein (Stein 3) sind Runen eingeschnitten – möglicherweise aus dem 9. oder 10. Jahrhundert. Sie sind abgewittert und schwierig zu lesen.